# Bundestagswahlkreis Nürnberg-Nord
Der Wahlkreis Nürnberg-Nord (Wahlkreis 243; bis zur Bundestagswahl 2021 Wahlkreis 244) ist seit 1965 ein Bundestagswahlkreis in Bayern.
Er umfasst die Nürnberger statistischen Stadtbezirke Almoshof, Altstadt, St. Lorenz,  Altstadt, St. Sebald, Bärenschanze, Bielingplatz, Boxdorf, Buch, Buchenbühl, Dutzendteich, Eberhardshof, Erlenstegen, Flughafen, Galgenhof, Gleißhammer, Glockenhof, Gostenhof, Großgründlach, Guntherstraße, Himpfelshof, Kraftshof, Laufamholz, Ludwigsfeld, Marienberg, Marienvorstadt, Maxfeld, Mögeldorf, Mooshof, Muggenhof, Neunhof, Pirckheimerstraße, Sandberg, Schafhof, Schleifweg, Schmausenbuckstraße, Schniegling, Schoppershof, St. Jobst, St. Johannis, Tafelhof, Thon, Tullnau, Uhlandstraße, Veilhof, Westfriedhof, Wetzendorf, Wöhrd, Zerzabelshof und Ziegelstein. Der Wahlkreis Nürnberg-Nord wurde zur Bundestagswahl 1965 aus Teilen der Vorgängerwahlkreise Nürnberg – Fürth und Nürnberg neu eingerichtet.

## Wahlergebnisse

### Bundestagswahl 2025
Zur Bundestagswahl 2025 am 23. Februar wurden folgende 11 Direktkandidaten und 17 Landeslisten zugelassen:
| Kandidaten                                                                      | Kandidaten          | Parteien/Listen     | Erststimmen | Erststimmen | Zweitstimmen | Zweitstimmen |
| Kandidaten                                                                      | Kandidaten          | Parteien/Listen     | Stimmen     | %           | Stimmen      | %            |
| ------------------------------------------------------------------------------- | ------------------- | ------------------- | ----------- | ----------- | ------------ | ------------ |
|                                                                                 | Sebastian Brehm     | CSU                 | 45.420      | 30,2        | 41.084       | 27,3         |
|                                                                                 | Gabriela Heinrich   | SPD                 | 26.739      | 17,8        | 23.568       | 15,6         |
|                                                                                 | Rebecca Lenhard     | GRÜNE               | 32.432      | 21,6        | 29.683       | 19,7         |
|                                                                                 | Katja Hessel        | FDP                 | 4.976       | 3,3         | 6.530        | 4,3          |
|                                                                                 | Roland Hübscher     | AfD                 | 18.093      | 12,0        | 18.303       | 12,1         |
|                                                                                 | Robert Mahler       | FREIE WÄHLER        | 2.962       | 2,0         | 1.761        | 1,2          |
|                                                                                 | Titus Schüller      | LINKE               | 14.697      | 9,8         | 19.233       | 12,8         |
|                                                                                 | –                   | dieBasis            | –           | –           | 414          | 0,3          |
|                                                                                 | –                   | Tierschutzpartei    | –           | –           | 1.291        | 0,9          |
|                                                                                 | Jörg Knapp          | Die PARTEI          | 1.597       | 1,1         | 748          | 0,5          |
|                                                                                 | Inga Hager          | ÖDP                 | 984         | 0,7         | 488          | 0,3          |
|                                                                                 | –                   | BP                  | –           | –           | 56           | 0,0          |
|                                                                                 | Christian Penninger | Volt                | 2.243       | 1,5         | 1.582        | 1,0          |
|                                                                                 | –                   | PdH                 | –           | –           | 158          | 0,1          |
|                                                                                 | Karin Podufal       | MLPD                | 346         | 0,2         | 83           | 0,1          |
|                                                                                 | –                   | BÜNDNIS DEUTSCHLAND | –           | –           | 139          | 0,1          |
|                                                                                 | –                   | BSW                 | –           | –           | 5.622        | 3,7          |
| Gesamt                                                                          | Gesamt              | Gesamt              | 150.489     | 100         | 150.743      | 100          |
|                                                                                 |                     |                     |             |             |              |              |
| Ungültige Stimmen                                                               | Ungültige Stimmen   | Ungültige Stimmen   | 889         | 0,6         | 635          | 0,4          |
| Wähler                                                                          | Wähler              | Wähler              | 151.378     | 80,9        | 151.378      | 80,9         |
| Wahlberechtigte                                                                 | Wahlberechtigte     | Wahlberechtigte     | 187.178     |             | 187.178      |              |
|                                                                                 |                     |                     |             |             |              |              |
| Anmerkung: kein Kandidat hat ein Direktmandat bekommen (siehe Wahlrechtsreform) |                     |                     |             |             |              |              |
|                                                                                 |                     |                     |             |             |              |              |
| Quellen: Die Bundeswahlleiterin, Kandidaten – Stimmen                           |                     |                     |             |             |              |              |

Kursive Direktkandidaten kandidieren nicht für die Landesliste, kursive Parteien treten ohne Landesliste an.

### Bundestagswahl 2021
Zur Bundestagswahl 2021 am 26. September wurden folgende 13 Direktkandidaten und 26 Landeslisten zugelassen:
| Kandidaten                                            | Kandidaten                   | Parteien/Listen      | Erststimmen | Erststimmen | Zweitstimmen | Zweitstimmen |
| Kandidaten                                            | Kandidaten                   | Parteien/Listen      | Stimmen     | %           | Stimmen      | %            |
| ----------------------------------------------------- | ---------------------------- | -------------------- | ----------- | ----------- | ------------ | ------------ |
|                                                       | Sebastian Brehmgewählt im WK | CSU                  | 41.027      | 28,5        | 34.349       | 23,8         |
|                                                       | Gabriela Heinrich            | SPD                  | 31.616      | 21,9        | 30.232       | 20,9         |
|                                                       | Martin Sichert               | AfD                  | 8.485       | 5,9         | 8.887        | 6,2          |
|                                                       | Katja Hessel                 | FDP                  | 10.882      | 7,5         | 14.692       | 10,2         |
|                                                       | Ganserer, Markus (Tessa)     | GRÜNE                | 32.541      | 22,6        | 34.055       | 23,6         |
|                                                       | Titus Schüller               | DIE LINKE            | 7.726       | 5,4         | 8.627        | 6,0          |
|                                                       | Thomas Michael Estrada       | FREIE WÄHLER         | 4.286       | 3,0         | 3.621        | 2,5          |
|                                                       | Christian Rechholz           | ÖDP                  | 1.813       | 1,3         | 830          | 0,6          |
|                                                       | –                            | Tierschutzpartei     | –           | –           | 1.662        | 1,2          |
|                                                       | –                            | BP                   | –           | –           | 125          | 0,1          |
|                                                       | –                            | Die PARTEI           | –           | –           | 1.462        | 1,0          |
|                                                       | Lukas Küffner                | PIRATEN              | 1.849       | 1,3         | 784          | 0,5          |
|                                                       | –                            | NPD                  | –           | –           | 78           | 0,1          |
|                                                       | –                            | V-Partei³            | –           | –           | 192          | 0,1          |
|                                                       | –                            | Gesundheitsforschung | –           | –           | 165          | 0,1          |
|                                                       | Michel Barimis               | MLPD                 | 149         | 0,1         | 56           | 0,0          |
|                                                       | –                            | DKP                  | –           | –           | 88           | 0,1          |
|                                                       | Klaus Christian Kinzel       | dieBasis             | 2.777       | 1,9         | 2.310        | 1,6          |
|                                                       | –                            | Bündnis C            | –           | –           | 118          | 0,1          |
|                                                       | –                            | III. Weg             | –           | –           | 39           | 0,0          |
|                                                       | –                            | du.                  | –           | –           | 119          | 0,1          |
|                                                       | –                            | LKR                  | –           | –           | 31           | 0,0          |
|                                                       | –                            | Die Humanisten       | –           | –           | 217          | 0,2          |
|                                                       | –                            | Team Todenhöfer      | –           | –           | 887          | 0,6          |
|                                                       | –                            | UNABHÄNGIGE          | –           | –           | 204          | 0,1          |
|                                                       | Christian Penninger          | Volt                 | 856         | 0,6         | 656          | 0,5          |
|                                                       | Markus Peter Eppel           | Einzelbewerber       | 199         | 0,1         | –            | –            |
| Gesamt                                                | Gesamt                       | Gesamt               | 144.206     | 100         | 144.486      | 100          |
|                                                       |                              |                      |             |             |              |              |
| Ungültige Stimmen                                     | Ungültige Stimmen            | Ungültige Stimmen    | 1.006       | 0,7         | 726          | 0,5          |
| Wähler                                                | Wähler                       | Wähler               | 145.212     | 77,1        | 145.212      | 77,1         |
| Wahlberechtigte                                       | Wahlberechtigte              | Wahlberechtigte      | 188.283     |             | 188.283      |              |
|                                                       |                              |                      |             |             |              |              |
| Quellen: Die Bundeswahlleiterin, Kandidaten – Stimmen |                              |                      |             |             |              |              |

### Bundestagswahl 2017
Zur Bundestagswahl 2017 am 24. September wurden 9 Direktkandidaten und 21 Landeslisten zugelassen.
| Kandidaten                                            | Kandidaten                     | Parteien/Listen      | Erststimmen | Erststimmen | Zweitstimmen | Zweitstimmen |
| Kandidaten                                            | Kandidaten                     | Parteien/Listen      | Stimmen     | %           | Stimmen      | %            |
| ----------------------------------------------------- | ------------------------------ | -------------------- | ----------- | ----------- | ------------ | ------------ |
|                                                       | Sebastian Brehmgewählt im WK   | CSU                  | 45.340      | 31,3        | 40.106       | 27,6         |
|                                                       | Gabriela Heinrich              | SPD                  | 37.068      | 25,6        | 26.456       | 18,2         |
|                                                       | Britta Walthelm                | GRÜNE                | 18.463      | 12,7        | 21.909       | 15,1         |
|                                                       | Katja Hessel                   | FDP                  | 10.379      | 7,2         | 15.412       | 10,6         |
|                                                       | Martin Sichert                 | AfD                  | 13.398      | 9,2         | 14.503       | 10,0         |
|                                                       | Titus Schüller                 | LINKE                | 14.511      | 10,0        | 16.962       | 11,7         |
|                                                       | Jürgen Horst Dörfler           | FREIE WÄHLER         | 3.058       | 2,1         | 1.824        | 1,3          |
|                                                       | –                              | PIRATEN              | –           | –           | 809          | 0,6          |
|                                                       | Manuela Forster                | ÖDP                  | 2.342       | 1,6         | 1.254        | 0,9          |
|                                                       | –                              | BP                   | –           | –           | 251          | 0,2          |
|                                                       | –                              | NPD                  | –           | –           | 311          | 0,2          |
|                                                       | –                              | Tierschutzpartei     | –           | –           | 1.595        | 1,1          |
|                                                       | Johannes Georg Maria Rupprecht | MLPD                 | 364         | 0,3         | 124          | 0,1          |
|                                                       | –                              | Büso                 | –           | –           | 18           | 0,0          |
|                                                       | –                              | BGE                  | –           | –           | 353          | 0,2          |
|                                                       | –                              | DiB                  | –           | –           | 448          | 0,3          |
|                                                       | –                              | DKP                  | –           | –           | 108          | 0,1          |
|                                                       | –                              | DM                   | –           | –           | 253          | 0,2          |
|                                                       | –                              | Die PARTEI           | –           | –           | 2.076        | 1,4          |
|                                                       | –                              | Gesundheitsforschung | –           | –           | 203          | 0,1          |
|                                                       | –                              | V-Partei³            | –           | –           | 328          | 0,2          |
| Gesamt                                                | Gesamt                         | Gesamt               | 144.923     | 100         | 145.303      | 100          |
|                                                       |                                |                      |             |             |              |              |
| Ungültige Stimmen                                     | Ungültige Stimmen              | Ungültige Stimmen    | 1.282       | 0,9         | 902          | 0,6          |
| Wähler                                                | Wähler                         | Wähler               | 146.205     | 76,1        | 146.205      | 76,1         |
| Wahlberechtigte                                       | Wahlberechtigte                | Wahlberechtigte      | 192.214     |             | 192.214      |              |
|                                                       |                                |                      |             |             |              |              |
| Quellen: Die Bundeswahlleiterin, Kandidaten – Stimmen |                                |                      |             |             |              |              |

Sebastian Brehm wurde mit 31,3 % der Erststimmen mit dem niedrigsten Erststimmen-Prozentsatz aller Direktmandatäre der CSU gewählt und auch mit dem geringen Abstand zur Zweitplatzierten bzw. Erstunterlegenen.

### Bundestagswahl 2013
| Kandidaten                                            | Kandidaten                          | Parteien/Listen     | Erststimmen | Erststimmen | Zweitstimmen | Zweitstimmen |
| Kandidaten                                            | Kandidaten                          | Parteien/Listen     | Stimmen     | %           | Stimmen      | %            |
| ----------------------------------------------------- | ----------------------------------- | ------------------- | ----------- | ----------- | ------------ | ------------ |
|                                                       | Dagmar Wöhrlgewählt im WK           | CSU                 | 51.829      | 39,4        | 45.748       | 34,8         |
|                                                       | Gabriela Heinrich                   | SPD                 | 41.666      | 31,7        | 35.310       | 26,8         |
|                                                       | Tilman Gregor Schürer               | FDP                 | 3.556       | 2,7         | 7.150        | 5,4          |
|                                                       | Harald Roland Fuchs                 | GRÜNE               | 13.336      | 10,1        | 17.444       | 13,3         |
|                                                       | Harald Weinberg                     | DIE LINKE           | 8.099       | 6,2         | 9.311        | 7,1          |
|                                                       | Emanuel Wojtech Kotzian             | PIRATEN             | 4.055       | 3,1         | 4.221        | 3,2          |
|                                                       | Christine Amalie Rorich             | NPD                 | 1.341       | 1,0         | 1.061        | 0,8          |
|                                                       | –                                   | ÖDP                 | –           | –           | 940          | 0,7          |
|                                                       | –                                   | REP                 | –           | –           | 409          | 0,3          |
|                                                       | –                                   | Bündnis 21/RRP      | –           | –           | 57           | 0,0          |
|                                                       | –                                   | BP                  | –           | –           | 337          | 0,3          |
|                                                       | –                                   | Tierschutzpartei    | –           | –           | 1.032        | 0,8          |
|                                                       | –                                   | DIE VIOLETTEN       | –           | –           | 165          | 0,1          |
|                                                       | –                                   | BüSo                | –           | –           | 26           | 0,0          |
|                                                       | Johannes Georg Maria Rupprecht      | MLPD                | 122         | 0,1         | 149          | 0,1          |
|                                                       | Marcel Claus                        | AfD                 | 4.417       | 3,4         | 5.906        | 4,5          |
|                                                       | –                                   | pro Deutschland     | –           | –           | 81           | 0,1          |
|                                                       | –                                   | DIE FRAUEN          | –           | –           | 244          | 0,2          |
|                                                       | Gerhard Friedrich Emmert            | FREIE WÄHLER        | 2.134       | 1,6         | 1.909        | 1,5          |
|                                                       | –                                   | PARTEI DER VERNUNFT | –           | –           | 147          | 0,1          |
|                                                       | Klaus Anton Hammerlindl             | Die PARTEI          | 873         | 0,7         | –            | –            |
|                                                       | Walter Friedrich Wilhelm Pfleiderer | Einzelbewerber      | 193         | 0,1         | –            | –            |
| Gesamt                                                | Gesamt                              | Gesamt              | 131.621     | 100         | 131.647      | 100          |
|                                                       |                                     |                     |             |             |              |              |
| Ungültige Stimmen                                     | Ungültige Stimmen                   | Ungültige Stimmen   | 1.053       | 0,8         | 1.027        | 0,8          |
| Wähler                                                | Wähler                              | Wähler              | 132.674     | 68,7        | 132.674      | 68,7         |
| Wahlberechtigte                                       | Wahlberechtigte                     | Wahlberechtigte     | 193.031     |             | 193.031      |              |
|                                                       |                                     |                     |             |             |              |              |
| Quellen: Die Bundeswahlleiterin, Kandidaten – Stimmen |                                     |                     |             |             |              |              |

### Bundestagswahl 2009
| Kandidaten                                                           | Kandidaten                | Parteien/Listen      | Erststimmen | Erststimmen | Zweitstimmen | Zweitstimmen |
| Kandidaten                                                           | Kandidaten                | Parteien/Listen      | Stimmen     | %           | Stimmen      | %            |
| -------------------------------------------------------------------- | ------------------------- | -------------------- | ----------- | ----------- | ------------ | ------------ |
|                                                                      | Dagmar Wöhrlgewählt im WK | CSU                  | 48.943      | 36,6        | 40.094       | 29,9         |
|                                                                      | Günter Gloser             | SPD                  | 41.246      | 30,9        | 29.751       | 22,2         |
|                                                                      | Andreas Neuner            | FDP                  | 10.652      | 8,0         | 18.528       | 13,8         |
|                                                                      | Michael Hauck             | GRÜNE                | 15.043      | 11,3        | 20.934       | 15,6         |
|                                                                      | Harald Weinberg           | DIE LINKE            | 10.923      | 8,2         | 12.554       | 9,4          |
|                                                                      | Gerhard Schelle           | NPD                  | 2.320       | 1,7         | 1.835        | 1,4          |
|                                                                      | –                         | REP                  | –           | –           | 611          | 0,5          |
|                                                                      | –                         | FAMILIE              | –           | –           | 620          | 0,5          |
|                                                                      | –                         | BP                   | –           | –           | 233          | 0,2          |
|                                                                      | –                         | PBC                  | –           | –           | 168          | 0,1          |
|                                                                      | –                         | BüSo                 | –           | –           | 52           | 0,0          |
|                                                                      | Johannes Rupprecht        | MLPD                 | 187         | 0,1         | 106          | 0,1          |
|                                                                      | –                         | CM                   | –           | –           | 89           | 0,1          |
|                                                                      | –                         | DVU                  | –           | –           | 79           | 0,1          |
|                                                                      | –                         | DIE VIOLETTEN        | –           | –           | 313          | 0,2          |
|                                                                      | –                         | Die Tierschutzpartei | –           | –           | 1.129        | 0,8          |
|                                                                      | –                         | ödp                  | –           | –           | 847          | 0,6          |
|                                                                      | Emanuel Kotzian           | PIRATEN              | 4.268       | 3,2         | 4.940        | 3,7          |
|                                                                      | –                         | RRP                  | –           | –           | 1.081        | 0,8          |
| Gesamt                                                               | Gesamt                    | Gesamt               | 133.582     | 100         | 133.964      | 100          |
|                                                                      |                           |                      |             |             |              |              |
| Ungültige Stimmen                                                    | Ungültige Stimmen         | Ungültige Stimmen    | 1.572       | 1,2         | 1.190        | 0,9          |
| Wähler                                                               | Wähler                    | Wähler               | 135.154     | 71,2        | 135.154      | 71,2         |
| Wahlberechtigte                                                      | Wahlberechtigte           | Wahlberechtigte      | 189.738     |             | 189.738      |              |
|                                                                      |                           |                      |             |             |              |              |
| Quellen: Der Bundeswahlleiter, Kandidaten – Stimmen ― Stadt Nürnberg |                           |                      |             |             |              |              |

### Bundestagswahl 2005
| Kandidaten                                                           | Kandidaten                | Parteien/Listen   | Erststimmen | Erststimmen | Zweitstimmen | Zweitstimmen |
| Kandidaten                                                           | Kandidaten                | Parteien/Listen   | Stimmen     | %           | Stimmen      | %            |
| -------------------------------------------------------------------- | ------------------------- | ----------------- | ----------- | ----------- | ------------ | ------------ |
|                                                                      | Dagmar Wöhrlgewählt im WK | CSU               | 57.917      | 42,0        | 49.634       | 35,9         |
|                                                                      | Günter Gloser             | SPD               | 55.046      | 39,9        | 46.456       | 33,6         |
|                                                                      | Christine Seer            | GRÜNE             | 9.878       | 7,2         | 17.221       | 12,5         |
|                                                                      | Frank Knapp               | FDP               | 5.317       | 3,9         | 12.476       | 9,0          |
|                                                                      | –                         | REP               | –           | –           | 693          | 0,5          |
|                                                                      | Harald Weinberg           | Die Linke.        | 5.780       | 4,2         | 7.178        | 5,2          |
|                                                                      | Christian Wilke           | NPD               | 2.283       | 1,7         | 1.944        | 1,4          |
|                                                                      | Johannes Schabert         | PBC               | 638         | 0,5         | 461          | 0,3          |
|                                                                      | Uwe Laschke               | BP                | 907         | 0,7         | 428          | 0,3          |
|                                                                      | –                         | DIE FRAUEN        | –           | –           | 312          | 0,2          |
|                                                                      | –                         | GRAUE             | –           | –           | 615          | 0,4          |
|                                                                      | –                         | BüSo              | –           | –           | 77           | 0,1          |
|                                                                      | –                         | FAMILIE           | –           | –           | 557          | 0,4          |
|                                                                      | Johannes Rupprecht        | MLPD              | 218         | 0,2         | 161          | 0,1          |
| Gesamt                                                               | Gesamt                    | Gesamt            | 137.984     | 100         | 138.213      | 100          |
|                                                                      |                           |                   |             |             |              |              |
| Ungültige Stimmen                                                    | Ungültige Stimmen         | Ungültige Stimmen | 1.729       | 1,2         | 1.500        | 1,1          |
| Wähler                                                               | Wähler                    | Wähler            | 139.713     | 76,1        | 139.713      | 76,1         |
| Wahlberechtigte                                                      | Wahlberechtigte           | Wahlberechtigte   | 183.712     |             | 183.712      |              |
|                                                                      |                           |                   |             |             |              |              |
| Quellen: Der Bundeswahlleiter, Kandidaten – Stimmen ― Stadt Nürnberg |                           |                   |             |             |              |              |

### Bundestagswahl 2002
| Kandidaten                                                           | Kandidaten                | Parteien/Listen   | Erststimmen | Erststimmen | Zweitstimmen | Zweitstimmen |
| Kandidaten                                                           | Kandidaten                | Parteien/Listen   | Stimmen     | %           | Stimmen      | %            |
| -------------------------------------------------------------------- | ------------------------- | ----------------- | ----------- | ----------- | ------------ | ------------ |
|                                                                      | Dagmar Wöhrlgewählt im WK | CSU               | 64.502      | 45,8        | 60.382       | 42,7         |
|                                                                      | Günter Gloser             | SPD               | 59.685      | 42,4        | 52.386       | 37,0         |
|                                                                      | Celal Turhan              | GRÜNE             | 8.256       | 5,9         | 16.253       | 11,5         |
|                                                                      | Horst Neuhoff             | FDP               | 4.415       | 3,1         | 7.002        | 5,0          |
|                                                                      | Alfred Reif               | REP               | 1.842       | 1,3         | 925          | 0,7          |
|                                                                      | –                         | ödp               | –           | –           | 290          | 0,2          |
|                                                                      | Kristina Hadeler          | PDS               | 1.615       | 1,1         | 1.940        | 1,4          |
|                                                                      | –                         | BP                | –           | –           | 68           | 0,0          |
|                                                                      | –                         | Tierschutz        | –           | –           | 539          | 0,4          |
|                                                                      | –                         | GRAUE             | –           | –           | 164          | 0,1          |
|                                                                      | Johannes Schabert         | PBC               | 594         | 0,4         | 296          | 0,2          |
|                                                                      | –                         | NPD               | –           | –           | 454          | 0,3          |
|                                                                      | –                         | DIE FRAUEN        | –           | –           | 171          | 0,1          |
|                                                                      | –                         | CM                | –           | –           | 44           | 0,0          |
|                                                                      | –                         | BüSo              | –           | –           | 13           | 0,0          |
|                                                                      | –                         | AUFBRUCH          | –           | –           | 67           | 0,0          |
|                                                                      | –                         | Schill            | –           | –           | 412          | 0,3          |
| Gesamt                                                               | Gesamt                    | Gesamt            | 140.909     | 100         | 141.406      | 100          |
|                                                                      |                           |                   |             |             |              |              |
| Ungültige Stimmen                                                    | Ungültige Stimmen         | Ungültige Stimmen | 1.501       | 1,1         | 1.004        | 0,7          |
| Wähler                                                               | Wähler                    | Wähler            | 142.410     | 78,5        | 142.410      | 78,5         |
| Wahlberechtigte                                                      | Wahlberechtigte           | Wahlberechtigte   | 181.437     |             | 181.437      |              |
|                                                                      |                           |                   |             |             |              |              |
| Quellen: Der Bundeswahlleiter, Kandidaten – Stimmen ― Stadt Nürnberg |                           |                   |             |             |              |              |

### Bundestagswahl 1998
| Kandidaten                                                           | Kandidaten                 | Parteien/Listen          | Erststimmen | Erststimmen | Zweitstimmen | Zweitstimmen |
| Kandidaten                                                           | Kandidaten                 | Parteien/Listen          | Stimmen     | %           | Stimmen      | %            |
| -------------------------------------------------------------------- | -------------------------- | ------------------------ | ----------- | ----------- | ------------ | ------------ |
|                                                                      | Dagmar Wöhrl               | CSU                      | 60.895      | 42,8        | 53.817       | 37,7         |
|                                                                      | Günter Glosergewählt im WK | SPD                      | 64.662      | 45,5        | 59.571       | 41,8         |
|                                                                      | Horst Neuhoff              | FDP                      | 2.819       | 2,0         | 7.178        | 5,0          |
|                                                                      | Michael Münter             | GRÜNE                    | 6.980       | 4,9         | 12.691       | 8,9          |
|                                                                      | Harald Hauenstein          | PDS                      | 1.550       | 1,1         | 1.968        | 1,4          |
|                                                                      | –                          | APPD                     | –           | –           | 108          | 0,1          |
|                                                                      | –                          | BP                       | –           | –           | 153          | 0,1          |
|                                                                      | –                          | BüSo                     | –           | –           | 17           | 0,0          |
|                                                                      | –                          | BFB – Die Offensive      | –           | –           | 230          | 0,2          |
|                                                                      | –                          | Chance 2000              | –           | –           | 104          | 0,1          |
|                                                                      | –                          | CM                       | –           | –           | 59           | 0,0          |
|                                                                      | –                          | DVU                      | –           | –           | 1.494        | 1,0          |
|                                                                      | –                          | GRAUE                    | –           | –           | 232          | 0,2          |
|                                                                      | Christian Csallner         | REP                      | 3.531       | 2,5         | 2.528        | 1,8          |
|                                                                      | –                          | DIE FRAUEN               | –           | –           | 128          | 0,1          |
|                                                                      | –                          | Pro DM                   | –           | –           | 650          | 0,5          |
|                                                                      | Johannes Rupprecht         | MLPD                     | 108         | 0,1         | 52           | 0,0          |
|                                                                      | –                          | Tierschutz               | –           | –           | 481          | 0,3          |
|                                                                      | –                          | NPD                      | –           | –           | 216          | 0,2          |
|                                                                      | –                          | NATURGESETZ              | –           | –           | 97           | 0,1          |
|                                                                      | Manja Eichler              | ödp                      | 913         | 0,6         | 551          | 0,4          |
|                                                                      | –                          | PBC                      | –           | –           | 249          | 0,2          |
|                                                                      | Willi Reichel              | Einzelbewerber/Die Guten | 778         | 0,5         | –            | –            |
| Gesamt                                                               | Gesamt                     | Gesamt                   | 142.236     | 100         | 142.574      | 100          |
|                                                                      |                            |                          |             |             |              |              |
| Ungültige Stimmen                                                    | Ungültige Stimmen          | Ungültige Stimmen        | 1.216       | 0,8         | 878          | 0,6          |
| Wähler                                                               | Wähler                     | Wähler                   | 143.452     | 78,7        | 143.452      | 78,7         |
| Wahlberechtigte                                                      | Wahlberechtigte            | Wahlberechtigte          | 182.328     |             | 182.328      |              |
|                                                                      |                            |                          |             |             |              |              |
| Quellen: Der Bundeswahlleiter, Kandidaten – Stimmen ― Stadt Nürnberg |                            |                          |             |             |              |              |

### Bundestagswahl 1994
| Kandidaten                                                                               | Kandidaten                | Parteien/Listen   | Erststimmen | Erststimmen | Zweitstimmen | Zweitstimmen |
| Kandidaten                                                                               | Kandidaten                | Parteien/Listen   | Stimmen     | %           | Stimmen      | %            |
| ---------------------------------------------------------------------------------------- | ------------------------- | ----------------- | ----------- | ----------- | ------------ | ------------ |
|                                                                                          | Dagmar Wöhrlgewählt im WK | CSU               | 65.077      | 44,5        | 59.081       | 40,3         |
|                                                                                          | Günter Gloser             | SPD               | 58.086      | 39,7        | 54.661       | 37,3         |
|                                                                                          | Horst Neuhoff             | FDP               | 4.731       | 3,2         | 10.512       | 7,2          |
|                                                                                          | Hans-Günther Schramm      | GRÜNE             | 11.326      | 7,7         | 13.091       | 8,9          |
|                                                                                          | Gernot Klemm              | PDS               | 1.161       | 0,8         | 1.941        | 1,3          |
|                                                                                          | –                         | BP                | –           | –           | 271          | 0,2          |
|                                                                                          | –                         | Solidarität       | –           | –           | 12           | 0,0          |
|                                                                                          | –                         | LIGA              | –           | –           | 44           | 0,0          |
|                                                                                          | –                         | CM                | –           | –           | 63           | 0,0          |
|                                                                                          | –                         | GRAUE             | –           | –           | 587          | 0,4          |
|                                                                                          | –                         | NATURGESETZ       | –           | –           | 120          | 0,1          |
|                                                                                          | Franz Fischer             | REP               | 4.236       | 2,9         | 4.044        | 2,8          |
|                                                                                          | Johannes Rupprecht        | MLPD              | 82          | 0,1         | 52           | 0,0          |
|                                                                                          | –                         | Tierschutz        | –           | –           | 559          | 0,4          |
|                                                                                          | Angelika Schelte          | ödp               | 1.605       | 1,1         | 1.084        | 0,7          |
|                                                                                          | –                         | PBC               | –           | –           | 209          | 0,1          |
|                                                                                          | –                         | STATT Partei      | –           | –           | 287          | 0,2          |
| Gesamt                                                                                   | Gesamt                    | Gesamt            | 146.304     | 100         | 146.618      | 100          |
|                                                                                          |                           |                   |             |             |              |              |
| Ungültige Stimmen                                                                        | Ungültige Stimmen         | Ungültige Stimmen | 1.127       | 0,8         | 813          | 0,6          |
| Wähler                                                                                   | Wähler                    | Wähler            | 147.431     | 76,8        | 147.431      | 76,8         |
| Wahlberechtigte                                                                          | Wahlberechtigte           | Wahlberechtigte   | 192.074     |             | 192.074      |              |
|                                                                                          |                           |                   |             |             |              |              |
| Quellen: Der Bundeswahlleiter, Stimmen – Der Landeswahlleiter, Ergebnis ― Stadt Nürnberg |                           |                   |             |             |              |              |

### Bundestagswahl 1990
| Kandidaten              | Kandidaten                  | Parteien/Listen   | Erststimmen | Erststimmen | Zweitstimmen | Zweitstimmen |
| Kandidaten              | Kandidaten                  | Parteien/Listen   | Stimmen     | %           | Stimmen      | %            |
| ----------------------- | --------------------------- | ----------------- | ----------- | ----------- | ------------ | ------------ |
|                         | Oscar Schneider             | CSU               | 57.405      | 40,8        | 54.884       | 38,6         |
|                         | Renate Schmidtgewählt im WK | SPD               | 59.463      | 42,3        | 49.496       | 34,8         |
|                         | Christine Schenk            | FDP               | 11.994      | 8,5         | 15.781       | 11,1         |
|                         | Hajo von Kracht             | GRÜNE             | 8.397       | 6,0         | 9.698        | 6,8          |
|                         | –                           | BP                | –           | –           | 242          | 0,2          |
|                         | –                           | LIGA              | –           | –           | 150          | 0,1          |
|                         | –                           | CM                | –           | –           | 125          | 0,1          |
|                         | –                           | DIE GRAUEN        | –           | –           | 1.854        | 1,3          |
|                         | –                           | REP               | –           | –           | 7.190        | 5,1          |
|                         | Gudrun Dörfel               | NPD               | 2.608       | 1,9         | 653          | 0,5          |
|                         | –                           | ödp               | –           | –           | 1.060        | 0,7          |
|                         | –                           | PDS               | –           | –           | 934          | 0,7          |
|                         | –                           | Patrioten         | –           | –           | 24           | 0,0          |
|                         | Jutta Maria Betz            | Einzelbewerber    | 674         | 0,5         | –            | –            |
| Gesamt                  | Gesamt                      | Gesamt            | 140.541     | 100         | 142.091      | 100          |
|                         |                             |                   |             |             |              |              |
| Ungültige Stimmen       | Ungültige Stimmen           | Ungültige Stimmen | 2.501       | 1,7         | 951          | 0,7          |
| Wähler                  | Wähler                      | Wähler            | 143.042     | 72,4        | 143.042      | 72,4         |
| Wahlberechtigte         | Wahlberechtigte             | Wahlberechtigte   | 197.680     |             | 197.680      |              |
|                         |                             |                   |             |             |              |              |
| Quellen: Stadt Nürnberg |                             |                   |             |             |              |              |

### Bundestagswahl 1987
| Kandidaten              | Kandidaten                   | Parteien/Listen   | Erststimmen | Erststimmen | Zweitstimmen | Zweitstimmen |
| Kandidaten              | Kandidaten                   | Parteien/Listen   | Stimmen     | %           | Stimmen      | %            |
| ----------------------- | ---------------------------- | ----------------- | ----------- | ----------- | ------------ | ------------ |
|                         | Oscar Schneidergewählt im WK | CSU               | 66.375      | 46,5        | 61.181       | 42,7         |
|                         | Renate Schmidt               | SPD               | 54.192      | 37,9        | 48.527       | 33,9         |
|                         | Uwe Schlottmann              | FDP               | 6.738       | 4,7         | 13.526       | 9,4          |
|                         | Kristin Mühlenhardt-Jentz    | GRÜNE             | 12.761      | 8,9         | 17.077       | 11,9         |
|                         | –                            | BP                | –           | –           | 223          | 0,2          |
|                         | –                            | C.B.V.            | –           | –           | 73           | 0,1          |
|                         | –                            | Mündige Bürger    | –           | –           | 200          | 0,1          |
|                         | –                            | FRAUEN            | –           | –           | 257          | 0,2          |
|                         | –                            | MLPD              | –           | –           | 76           | 0,1          |
|                         | Gudrun Dörfel                | NPD               | 1.435       | 1,0         | 1.344        | 0,9          |
|                         | –                            | ÖDP               | –           | –           | 674          | 0,5          |
|                         | Elke Fimmen                  | Patrioten         | 237         | 0,2         | 153          | 0,1          |
|                         | Gabriele Penzkofer-Demuth    | FRIEDEN           | 1.129       | 0,8         | –            | –            |
| Gesamt                  | Gesamt                       | Gesamt            | 142.867     | 100         | 143.311      | 100          |
|                         |                              |                   |             |             |              |              |
| Ungültige Stimmen       | Ungültige Stimmen            | Ungültige Stimmen | 1.270       | 0,9         | 826          | 0,6          |
| Wähler                  | Wähler                       | Wähler            | 144.137     | 80,5        | 144.137      | 80,5         |
| Wahlberechtigte         | Wahlberechtigte              | Wahlberechtigte   | 179.080     |             | 179.080      |              |
|                         |                              |                   |             |             |              |              |
| Quellen: Stadt Nürnberg |                              |                   |             |             |              |              |

## Wahlkreisabgeordnete
| Wahl | Name                                      | Partei | Erststimmen |
| ---- | ----------------------------------------- | ------ | ----------- |
| 2025 | Niemand – ungenügende Zweitstimmendeckung |        |             |
| 2021 | Sebastian Brehm                           | CSU    | 28,5 %      |
| 2017 | Sebastian Brehm                           | CSU    | 31,3 %      |
| 2013 | Dagmar Wöhrl                              | CSU    | 39,4 %      |
| 2009 | Dagmar Wöhrl                              | CSU    | 36,6 %      |
| 2005 | Dagmar Wöhrl                              | CSU    | 42,0 %      |
| 2002 | Dagmar Wöhrl                              | CSU    | 45,8 %      |
| 1998 | Günter Gloser                             | SPD    | 45,5 %      |
| 1994 | Dagmar Wöhrl                              | CSU    | 44,5 %      |
| 1990 | Renate Schmidt                            | SPD    | 42,3 %      |
| 1987 | Oscar Schneider                           | CSU    | 46,5 %      |
| 1983 | Oscar Schneider                           | CSU    | 49,6 %      |
| 1980 | Renate Schmidt                            | SPD    | 45,1 %      |
| 1976 | Hans Batz                                 | SPD    | 46,4 %      |
| 1972 | Hans Batz                                 | SPD    | 51,9 %      |
| 1969 | Hans Batz                                 | SPD    | 47,1 %      |
| 1965 | Georg Kurlbaum                            | SPD    | 42,4 %      |

## Wahlkreisgeschichte
| Wahl      | Wahlkreisname     | Gebiet |
| --------- | ----------------- | --- |
| 1965–1969 | 230 Nürnberg-Nord | Stadtteile Altstadt, Buchenbühl, Eberhardshof, Erlenstegen, Gostenhof, Gärten h.d.V., Hammer, Herrnhütte, Kleinweidenmühle, Mögeldorf, Muggenhof, Knoblauchsland, Laufamholz, Rennweg, St. Jobst, St. Johannis, St. Peter (östl. Teil), Schafhof, Schniegling, Schoppershof, Spitalhof, Wöhrd, Zerzabelshof und Ziegelstein |
| 1972      | 230 Nürnberg-Nord | von Nürnberg die Bezirke Almoshof, Altstadt St. Lorenz, Altstadt St. Sebald, Bärenschanze, Bielingplatz, Boxdorf, Brunn, Buch, Buchenbühl, Eberhardshof, Erlenstegen, Fischbach, Flughafen, Gleißhammer, Gostenhof, Großgründlach, Himpfelshof, Kraftshof, Laufamholz, Marienberg, Marienvorstadt, Maxfeld, Mögeldorf, Mooshof, Muggenhof, Neunhof, Pirckheimerstraße, Sandberg, Schafhof, Schleifweg, Schmausenbuckstraße, Schniegling, Schoppershof, St. Jobst, St. Johannis, Tafelhof, Thon, Tullnau, Uhlandstraße, Veilhof, Westfriedhof, Wetzendorf, Wöhrd, Zerzabelshof und Ziegelstein                                                |
| 1976–1987 | 230 Nürnberg-Nord | von Nürnberg die Bezirke Almoshof, Altstadt St. Lorenz, Altstadt St. Sebald, Bielingplatz, Boxdorf, Buch, Buchenbühl, Dutzendteich, Erlenstegen, Flughafen, Galgenhof, Gleißhammer, Glockenhof, Großgründlach, Guntherstraße, Himpfelshof, Kraftshof, Laufamholz, Ludwigsfeld, Marienberg, Marienvorstadt, Maxfeld, Mögeldorf, Mooshof, Neunhof, Pirckheimerstraße, Sandberg, Schafhof, Schleifweg, Schmausenbuckstraße, Schniegling, Schoppershof, St. Jobst, St. Johannis, Tafelhof, Thon, Tullnau, Uhlandstraße, Veilhof, Westfriedhof, Wetzendorf, Wöhrd, Zerzabelshof und Ziegelstein                                                   |
| 1990–1998 | 230 Nürnberg-Nord | von Nürnberg die Bezirke Almoshof, Altstadt St. Lorenz, Altstadt St. Sebald, Bärenschanze, Bielingplatz, Boxdorf, Buch, Buchenbühl, Dutzendteich, Eberhardshof, Erlenstegen, Flughafen, Galgenhof, Gleißhammer, Glockenhof, Gostenhof, Großgründlach, Guntherstraße, Himpfelshof, Kraftshof, Laufamholz, Ludwigsfeld, Marienberg, Marienvorstadt, Maxfeld, Mögeldorf, Mooshof, Muggenhof, Neunhof, Pirckheimerstraße, Sandberg, Schafhof, Schleifweg, Schmausenbuckstraße, Schniegling, Schoppershof, St. Jobst, St. Johannis, Tafelhof, Thon, Tullnau, Uhlandstraße, Veilhof, Westfriedhof, Wetzendorf, Wöhrd, Zerzabelshof und Ziegelstein |
| 2002–2005 | 245 Nürnberg-Nord | von Nürnberg die Bezirke Almoshof, Altstadt St. Lorenz, Altstadt St. Sebald, Bärenschanze, Bielingplatz, Boxdorf, Buch, Buchenbühl, Dutzendteich, Eberhardshof, Erlenstegen, Flughafen, Galgenhof, Gleißhammer, Glockenhof, Gostenhof, Großgründlach, Guntherstraße, Himpfelshof, Kraftshof, Laufamholz, Ludwigsfeld, Marienberg, Marienvorstadt, Maxfeld, Mögeldorf, Mooshof, Muggenhof, Neunhof, Pirckheimerstraße, Sandberg, Schafhof, Schleifweg, Schmausenbuckstraße, Schniegling, Schoppershof, St. Jobst, St. Johannis, Tafelhof, Thon, Tullnau, Uhlandstraße, Veilhof, Westfriedhof, Wetzendorf, Wöhrd, Zerzabelshof und Ziegelstein |
| 2009–2021 | 244 Nürnberg-Nord | von Nürnberg die Bezirke Almoshof, Altstadt St. Lorenz, Altstadt St. Sebald, Bärenschanze, Bielingplatz, Boxdorf, Buch, Buchenbühl, Dutzendteich, Eberhardshof, Erlenstegen, Flughafen, Galgenhof, Gleißhammer, Glockenhof, Gostenhof, Großgründlach, Guntherstraße, Himpfelshof, Kraftshof, Laufamholz, Ludwigsfeld, Marienberg, Marienvorstadt, Maxfeld, Mögeldorf, Mooshof, Muggenhof, Neunhof, Pirckheimerstraße, Sandberg, Schafhof, Schleifweg, Schmausenbuckstraße, Schniegling, Schoppershof, St. Jobst, St. Johannis, Tafelhof, Thon, Tullnau, Uhlandstraße, Veilhof, Westfriedhof, Wetzendorf, Wöhrd, Zerzabelshof und Ziegelstein |
| 2025–     | 243 Nürnberg-Nord | von Nürnberg die Bezirke Almoshof, Altstadt St. Lorenz, Altstadt St. Sebald, Bärenschanze, Bielingplatz, Boxdorf, Buch, Buchenbühl, Dutzendteich, Eberhardshof, Erlenstegen, Flughafen, Galgenhof, Gleißhammer, Glockenhof, Gostenhof, Großgründlach, Guntherstraße, Himpfelshof, Kraftshof, Laufamholz, Ludwigsfeld, Marienberg, Marienvorstadt, Maxfeld, Mögeldorf, Mooshof, Muggenhof, Neunhof, Pirckheimerstraße, Sandberg, Schafhof, Schleifweg, Schmausenbuckstraße, Schniegling, Schoppershof, St. Jobst, St. Johannis, Tafelhof, Thon, Tullnau, Uhlandstraße, Veilhof, Westfriedhof, Wetzendorf, Wöhrd, Zerzabelshof und Ziegelstein |